# Stauriida
Ordre
Sous-ordres de rang inférieur
- † Arachnophyllina
- † Aulophyllina
- † Calostylina
- † Caniniina
- † Columnariina
- † Cyathophyllina
- † Diffingiina
- † Ketophyllina
- † Lithostrotionina
- † Lonsdaleiina
- † Lycophyllina
- † Metriophyllina
- † Plerophyllina
- † Ptenophyllina
- † Stauriina
- † Stereolasmatina
- † Streptelasmatina

Les Stauriida forment, selon Fossilworks, un ordre éteint de coraux de la sous-classe également éteinte des Rugosa. Ce groupe fut abondant dans les mers du Paléozoïque.